# 일대영웅
"일대영웅"은 한국에서 제작된 강범구 감독의 1973년 영화이다. 박종국 등이 주연으로 출연하였고 이우석 등이 제작에 참여하였다.

## 출연

### 주연
- 박종국
- 이이
- 방수일